# Carl Boberg
Carl Gustaf Boberg, född 16 augusti 1859 i Mönsterås, död 7 januari 1940 i Kalmar, var en svensk predikant, riksdagsledamot (1912–1931) och författare.

## Frikyrklig verksamhet
Boberg studerade vid missionsskolan i Kristinehamn åren 1879-1882 och var sedan predikant i Mönsterås missionsförening 1882-1889. Han försörjde sig dock främst som slöjdlärare. Boberg var också redaktör för tidningen Sanningsvittnet, 1889–1916. Han gav ut sina egna böcker och diktverk på tidskriftens förlag, och köpte tidningen 1894. Han var predikant vid Florakyrkan i Stockholm 1890-1892 och Immanuelskyrkan i samma stad 1892-1909. Boberg var ledamot av Svenska missionsförbundets styrelse 1897–1902, men avgick för att inte behöva ta ställning mellan Missionsförbundets två ledare Paul Peter Waldenström och E.J. Ekman. Den senare var Bobergs gamla lärare vid Missionsskolan. 

## Politisk gärning
Carl Boberg var 1912–1931 riksdagsman. Från 1921 var han även statsrevisor. Till skillnad från många av de frikyrkliga ledarna som var frisinnade och liberaler, gick Boberg i en allt mer konservativ riktning och ställde upp för Allmänna valmansförbundet. I riksdagens presentationsmaterial som gavs ut i samband med 100-årsjubileet av kvinnlig rösträtt framhålls att Boberg argumenterade mot kvinnlig rösträtt. Han ska ha sagt att "kvinnor, om de valdes till riksdagsledamöter, skulle skymma sikten i möteslokalerna med sina bredbrättade hattar. Dessutom, anförde han, utgjorde de vassa hattnålarna ett vapen, varför kvinnor med hattnålar var otänkbara som parlamentariker."
Likt många högermän var Boberg tydligt tyskvänlig under 1930-talet. I en recension av Harry Netzells "Då brister själen ut... En biografi om Carl Boberg" diskuterar dock lokalhistorikern Jonny Nilsson hur nära nazismen Boberg stod. Att vara tyskvänlig var knappast ovanligt, konstaterar Nilsson, men menar också att Boberg förekommer i dagspress med uttalandet som kan ses som att han förespråkar diktatur för att mota socialism och konservatism. Nilsson påstår att Boberg också hyllar Paul von Hindenburg, Adolf Hitler och Franz von Papen, och att det är oklart om och i så fall när han tog avstånd från nazismen.

## Sångförfattare
Carl Boberg skrev flera religiösa sånger, varav O store Gud är den mest kända. Denna är för övrigt den enda svenska sång som sjungits in av Elvis Presley. Sången är en naturromantisk beskrivning av Guds skapelse, som i varje refräng mynnar ut i att sångförfattaren känner lust att ropa ut att Gud är stor. Den skrevs efter att Boberg upplevt ett åskoväder vid Kalmarsund.
Boberg finns representerad i 1986 års psalmbok med tre verk, varav två originaltexter (nr 11, 109 och 139c och i andra psalmböcker såsom Herde-Rösten 1892, Emil Gustafsons Hjärtesånger 1895, EFS-tillägget 1986 och Lova Herren 1988. Han är rikligt representerad i Svenska Missionsförbundets sångbok 1920 (SMF 1920). Flera av hans sånger finns också publicerade för barn i Svensk söndagsskolsångbok 1908.

## Eftermäle
För sin litterära produktion erhöll Boberg medaljen Litteris et artibus år 1916. Bobergs texter är sedan 1 januari 2011 fria för publicering.
För sitt politiska arbete utsågs Carl Boberg till riddare av Vasaorden 1917 och av Nordstjärneorden 1923.
Carl Boberg är även namnet på ett Kustpilen-tåg, som trafikerar Stångådalsbanan mellan Linköping och Kalmar.

## Psalmer
- Ack, såg du någon morgon skön (Hjärtesånger 1895 nr 58)
- Den stunden i Getsemane (Svensk söndagsskolsångbok 1908 nr 43), (SMF 1920 nr 112) (1986 nr 139) översatt från norskan 1895. Finns på Wikisource.
- Det finns en stad, där ingen moder gråter nr 331 i Svensk söndagsskolsångbok 1908 Finns på Wikisource.
- Det finns ett hem (Svensk söndagsskolsångbok 1908) nr 259, (SMF 1920 nr 445). Översatt Erik Adolf Edgrens engelska text.
- Det finns så många, många små (Svensk söndagsskolsångbok 1908) nr 325 Finns på Wikisource.
- Det susar genom livets strid (Svensk söndagsskolsångbok 1908) nr 18, (1986 nr 109) skriven 1883 Finns på Wikisource.
- Ett hem hos Gud (SMF 1920 nr 437)
- Gud är trofast (Hjärtesånger 1895 nr 137)
- Gå, Sion, din konung att möta är idag en av Boberg, A Bohman och Karl J. Palmberg år 1920 bearbetad text från 1898 av Erik Nyström (Svensk söndagsskolsångbok 1908) nr 19 Finns på Wikisource.
- Han är uppstånden (Svensk söndagsskolsångbok 1908) nr 53, (SMF 1920 nr 140) Finns på Wikisource.
- Hemma, hemma, den som vore (SMF 1920 nr 454)
- Herren hjälper, sjöng kung David 1884 (SMF 1920 nr 38, Lova Herren nr 510)
- Hur gott att ha ett fäste (SMF 1920 nr 331)
- Hur ljuvt att ha i Gud sin ro (SMF 1920 nr 268)
- Hur ofta mitt öga från jordlivets oro (SMF 1920 nr 431)
- Hur skön är bröllopsstunden (SMF 1920 nr 637)
- Hur snart försvinner vår levnad här! (SMF 1920 nr 657)
- Här en källa rinner (Svensk söndagsskolsångbok 1908) nr 67, (SMF 1920 nr 230 v. 3 och 5) övriga verser till svenska av Betty Posse. Den engelska originaltexten av William Cowper. Finns på Wikisource.
- I Gud min själ som svan på havet vilar (SMF 1920 nr 246)
- I Jesus finns frälsning för syndare alla (SMF 1920 nr 240)
- Jag behöver dig, o Jesus, till min frälsning och mitt ljus (Svensk söndagsskolsångbok 1908) nr 73, (SMF 1920 nr 232). Svensk text av Carl Boberg efter Frederick Whitfields irländska psalm. Finns på Wikisource.
- Jag flyr med allt till Jesu hjärta (SMF 1920 nr 336)
- Jag hör en sång från höjden (SMF 1920 nr 34)
- Jag såg en stjärna falla (Herde-Rösten 1892 nr 149, Hjärtesånger 1895 nr 13)
- Jesus! Jesus! O, det ordet (Svensk söndagsskolsångbok 1908) nr 36, (SMF 1920 nr 101)
- Led, milda ljus, ibland de mörka snår (SMF 1920 nr 273). Berabetning av Erik Nyströms översättning av John Henry Newmans engelska text.
- Ljufligt är i tanken Jesus följa (Hjärtesånger 1895 nr 56)
- Ljuvt slumra blomstrens knoppar (SMF 1920 nr 659)
- Lyft den högt, den vita fanan (SMF 1920 nr 549)
- Låt oss sjunga om vår moder (SMF 1920 nr 642)
- Lär mig förstå din kärlek (SMF 1920 nr 381) Översatt Horatius Bonars text
- Man strider käckt i våra da'r (Hjärtesånger 1895 nr 222)
- Mina dagar Herren Gud i sin bok har skrivit (SMF 1920 nr 46). Svensk text av Carl Boberg.
- Min själ berömmer Gud med fröjd (SMF 1920 nr 418)
- Nu klingar fåglarnas morgonvisa (SMF 1920 nr 668)
- Nu skuggornas flor (SMF 1920 nr 650)
- Nu är allt väl! (SMF 1920 nr 255)
- Nu är det pingst (Svensk söndagsskolsångbok 1908) nr 60, (SMF 1920 nr 158) Finns på Wikisource.
- När jag i bibeln skådar alla under (Hjärtesånger 1895 nr 124)
- O du nådens rika källa (SMF 1920 nr 397). Bearbetade Erik Nyströms översättning av R. Robinsons text
- O Jesus, oss bevara (SMF 1920 nr 499)
- O, kasta din omsorg på Herren (Herde-Rösten nr 390)
- O offerlamm, för oss på korset dödat (SMF 1920 nr 509)
- O, själ vill du helbrägda bli (SMF 1920 nr 221)
- O store Gud (Hjärtesånger 1895 nr 123) (SMF 1920 nr 16) (1986 nr 11) skriven 1885.
- O, sälla tid, när jordens strider tystna (SMF 1920 nr 453)
- Se uppåt, trötte, trängde broder (SMF 1920 nr 310)
- Se, veckans gyllne port går opp (SMF 1920 nr 520)
- Se, öppen står Guds fadersfamn (SMF 1920 nr 213). Bearbetad av Erik Nyström
- Solen sjunker, dagen glider (Svensk söndagsskolsångbok 1908) nr 349, (SMF 1920 nr 678) Finns på Wikisource.
- Som den trötta duvan flyger (SMF 1920 nr 673)
- Som morgonstjärnan genom natten (SMF 1920 nr 498). Bearbetat Johan Petrus Norbergs text
- Tag bibeln med (SMF 1920 nr 175)
- Tag vara på din ungdom (SMF 1920 nr 571)
- Till Herrens berg är ljuvt att ila (SMF 1920 nr 259)
- Till jordens kust de ljusa änglar ila (SMF 1920 nr 660)
- Upprört, mörkt är ofta havet (SMF 1920 nr 618)
- Vad kraft och fröjd det hjärtat ger (SMF 1920 nr 511)
- Var är en kristens forsterland? (SMF 1920 nr 482). Översättning till svenska.
- Vem är skaran, som syns glimma 1884 (SMF 1920 nr 749, EFS-tillägget nr 744, Lova Herren nr 208)
- Vi brutit upp från syndens land (SMF 1920 nr 220). Svensk text av Carl Boberg.
- Vid Jesu hjärta är min vilostad 1883 (SMF 1920 nr 250, Lova Herren nr 433). Bearbetad av Emil Gustafson.
- Vid midnattsklockans dofva klang (Hjärtesånger 1895 nr 163)
- Vårt fosterland, vårt land i nord (SMF 1920 nr 711)
- Vårt land, vårt land, vårt fosterland (Svensk söndagsskolsångbok 1908) nr 295 Finns på Wikisource.
- Över bergen, bortom haven (SMF 1920 nr 473)
- Över segerfurstens här (SMF 1920 nr 593)